# Tenatová síť

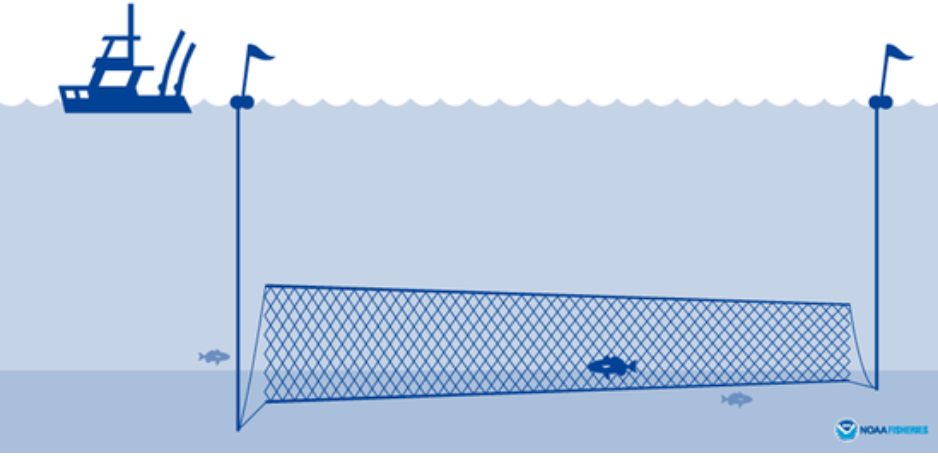
Schéma bentické tenatové sítě

Tenatová síť je typ rybolovné sítě, která má podobu vertikálně umístěných síťových panelů, které visí na šňůře s pravidelně rozmístěnými plováky, které udržují šňůru v horizontální pozici, zatímco spodní část panelů je obvykle zatížena. Tyto síťové panely mohou být umístěny těsně pod hladinou, ve středové části vodního sloupce či u dna. Rozlišuje se několik typů tenatových sítí:
- Ukotvené (stavitelné) tenatové sítě = GNS (angl. Set (Anchored) Gillnets)
  - Sítě upevněné ke dnu nebo těsně nad ním.
- Unášené tenatové sítě = GND (Driftnets)
  - Unášené tenatové sítě jsou udržovány u hladiny nebo těsně pod ní s pomocí plováků. Tyto sítě jsou buď taženy za lodí, nebo jsou volně unášeny proudem.
- Kruhové tenatové sítě = GNC (Encircling gillnets)
  - Sítě používané v mělkých vodách, kdy horní část zůstává nad hladinou. Ryby bývají do sítí zahnány hlukem nebo jiným způsobem, až jsou plně obkrouženy tenatovou sítí, do které ryby narážejí a zamotají se do nich.
- Třístěnné tenatové sítě neboli praporec = GTR (Trammel Nets)
  - Jedná se o sadu tří svislých sítí, kdy vnější dvě sítě mají velká oka, takže jimi ryby proplují, a zamotají se až do vnitřní sítě s malými oky.
- Tenatové sítě kombinované s třístěnnými tenatovými sítěmi = GTN (Set (Anchored) Gillnets)
  - Rybolovné zařízení, u kterého je spodní část nahrazena třístěnnou tenatovou sítí. Do té se zachytávají ryby žijící při dně, zatímco horní část je designována na chytání polo-hlubinných či pelagických ryb.
- Třístěnné tenatové upevněné na kolících (Fixed Gillnets (on stakes))
  - Tenatové sítě jsou v příbřežních vodách upevněny kolíky ke dnu. Při odlivu se ryby odeberou.

Jiné rozdělení tenatových sítí může být na jednoduché, dvojité nebo trojité v závislosti na počtu vrstev síťovin. Ryby se do tenatových sítí zamotávají, zaplétají nebo se zachytávají za skřele. Pokud se ryba do sítě zachytí, její snahy dostat se ven typicky končívají ještě větším zamotáním.
Tenatové sítě představují vysoce efektivní formu rybolovu, avšak do těchto sítí se zachytí v podstatě vše živé, co zrovna pluje okolo včetně chráněných živočichů, jako jsou kytovci nebo mořské želvy. Používání těchto sítí je tak od přelomu 80. a 90. let 20. století po celém světě postupně utlumováno a v řadě oblastí včetně Česka je zakázáno.